# Gierman Skurygin
Gierman Skurygin (ros.: Герман Скурыгин; ur. 15 września 1963 w Wutnie, w Udmurcji, zm. 28 listopada 2008 w Iżewsku) – rosyjski lekkoatleta, chodziarz, srebrny medalista Mistrzostw Świata w Lekkoatletyce w 2003 w chodzie na 50 km. Jako pierwszy ukończył dystans 50 km na Mistrzostwach Świata w Lekkoatletyce w 1999, lecz został zdyskwalifikowany po wykryciu zażywania środków dopingujących. Złoty medal tych zawodów został mu odebrany. Z powodu dyskwalifikacji nie występował w zawodach w latach 1999-2001. Zmarł na zawał serca.